# Pfaffstättner Kogel
Der Pfaffstättner Kogel (541 m ü. A.) ist ein Gipfel des Bergstocks Anninger an der Thermenlinie in Niederösterreich.

## Beschreibung
Der Pfaffstättner Kogel ist der Hausberg von Pfaffstätten und ein Ausläufer des Anningers. Auf seinem Gipfel befinden sich die Rudolf-Proksch-Hütte und die Klesheimwarte.
An seinem Südhang liegt die Einödhöhle, eine jungtertiäre Brandungshöhle.

## Geologie
Der Pfaffstättner Kogel besteht überwiegend aus Karbonatgestein aus Mitteltrias – Unterkreide. Der Südhang und der Gipfel bestehen außerdem aus Hauptdolomit.

## Anstiege
Zahlreiche markierte Routen führen auf den Pfaffstättner Kogel. Mögliche Anstiege sind von
- Baden (232 m ü. A.)
- Der Einöde einer Ortschaft in Pfaffstätten (270 m ü. A.) über das Kleine Kiental
- Gumpoldskirchen (260 m ü. A.)
- Pfaffstätten (218 m ü. A.)

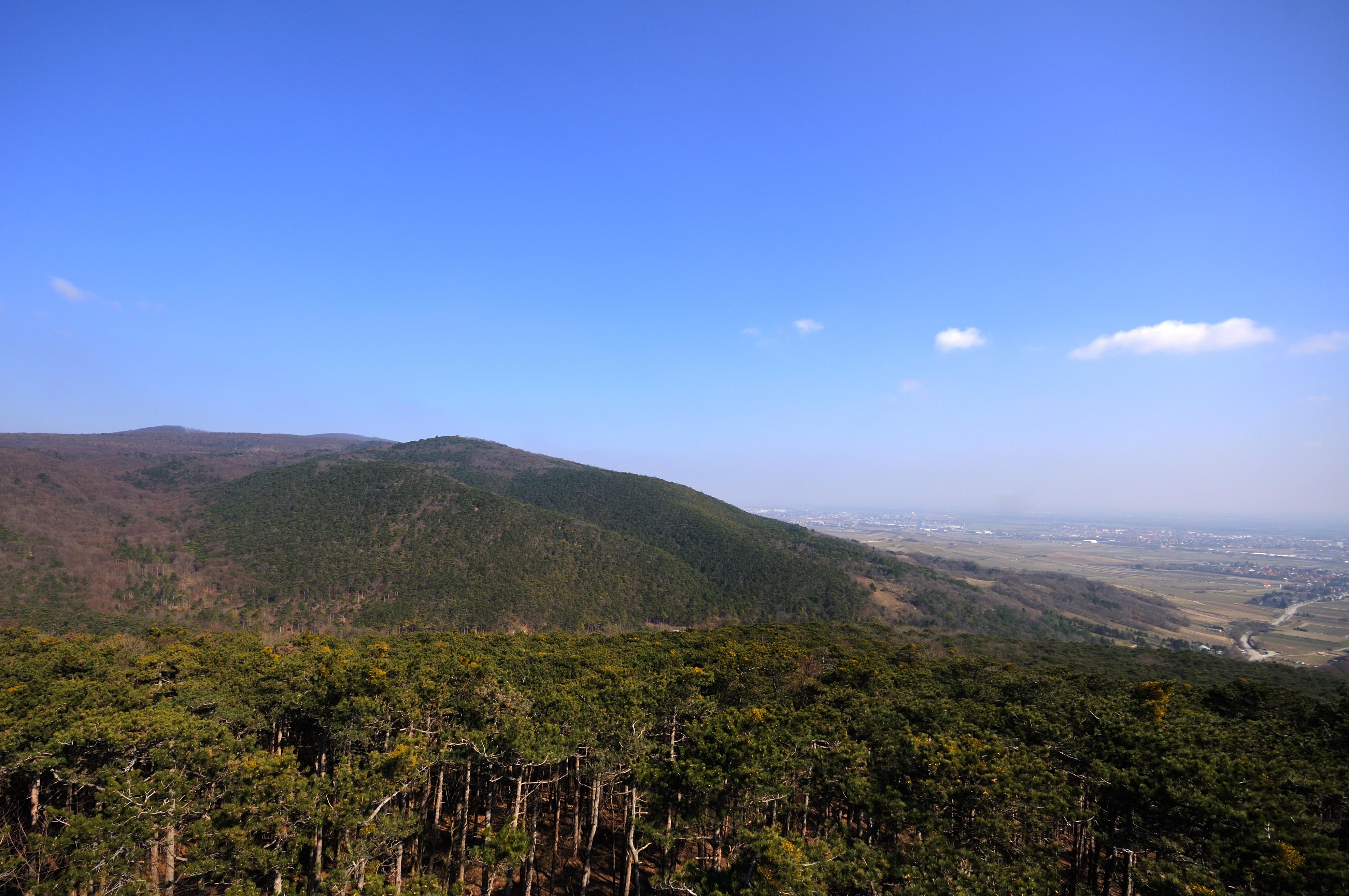
Blick von der Theresienwarte auf den Pfaffstättner Kogel
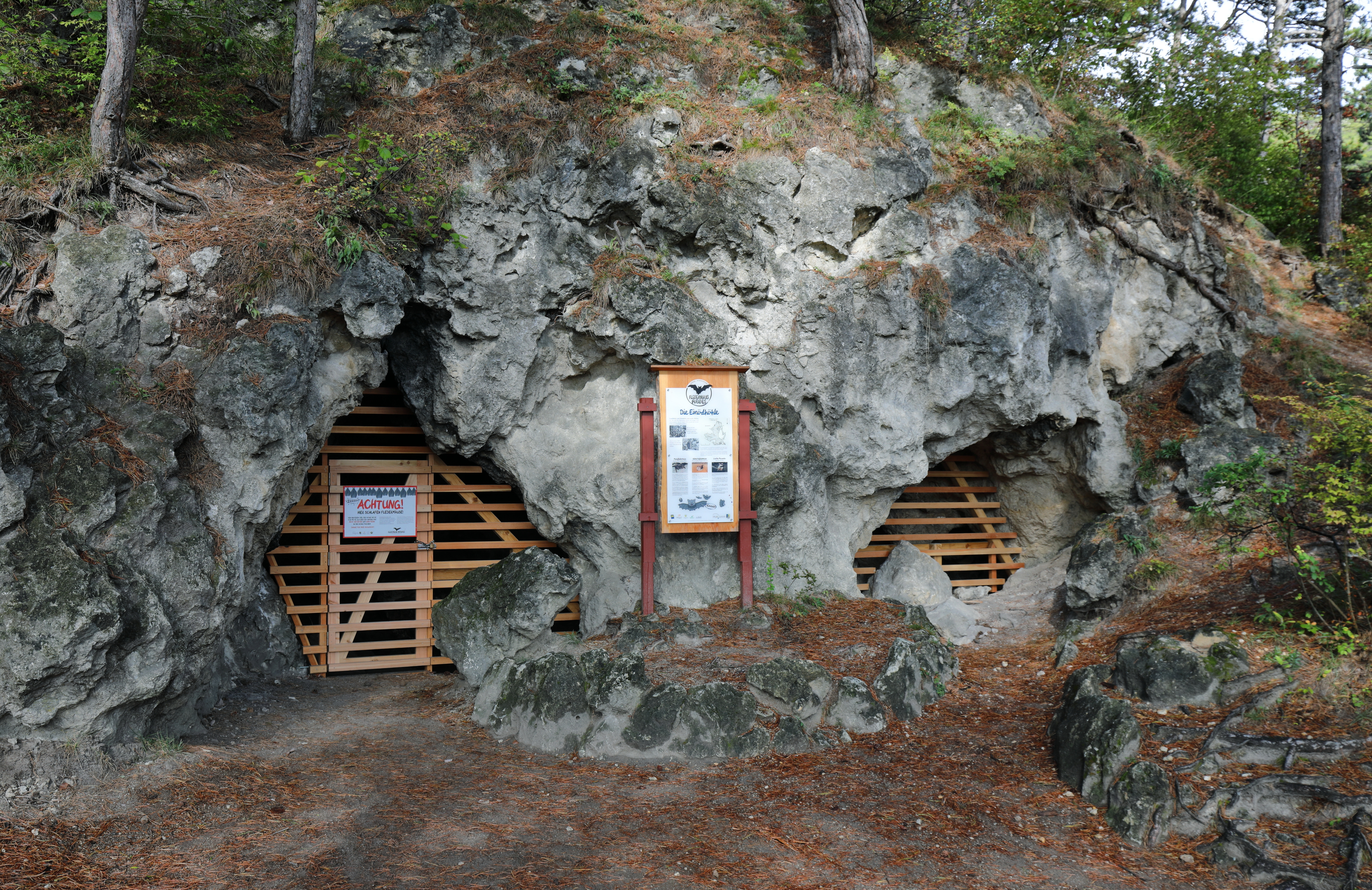
Einödhöhle
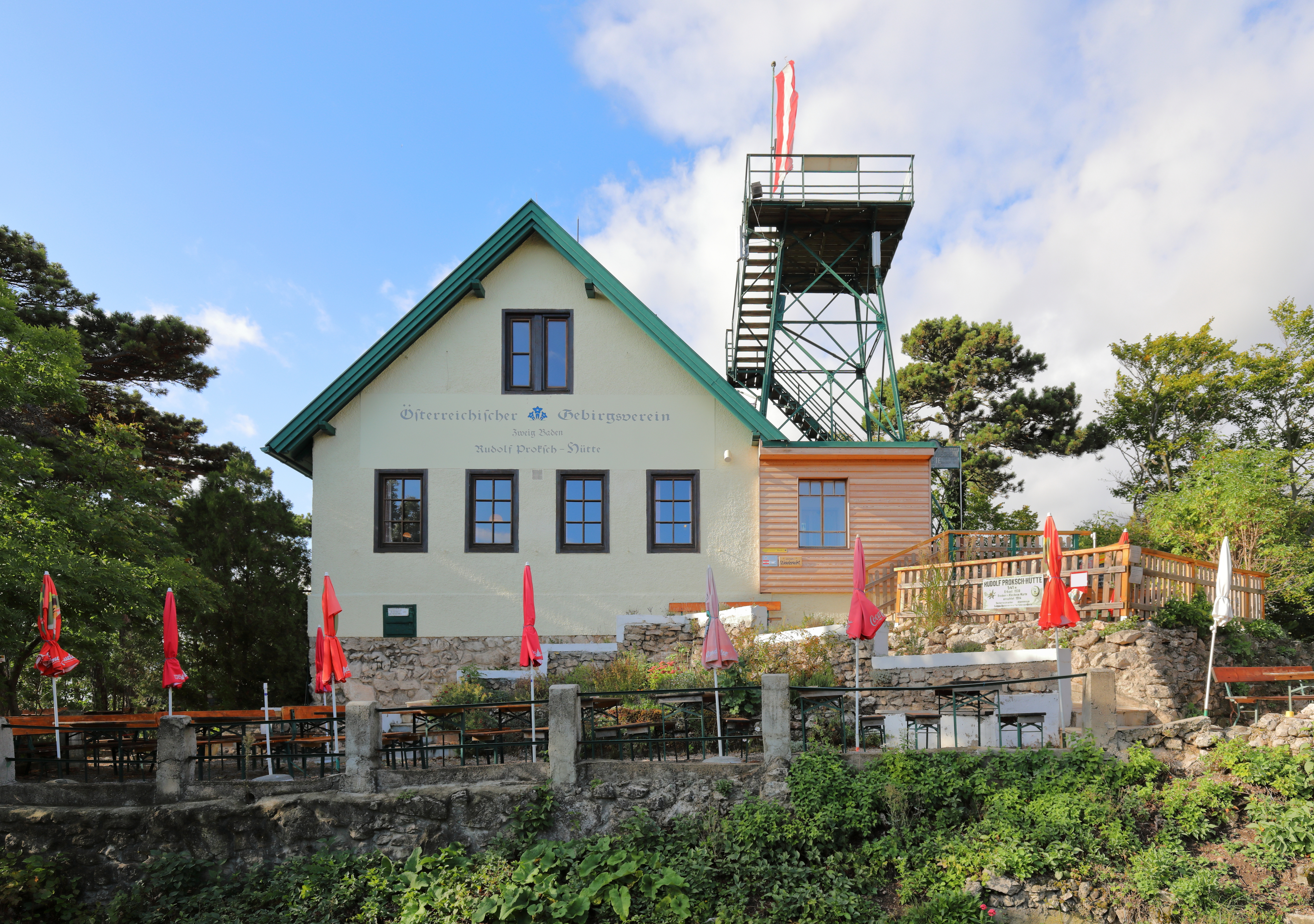
Rudolf-Proksch-Hütte
Karte mit Wanderwegen auf den Pfaffstättner Kogel